# Yle Radio Suomi
Yle Radio Suomi – program radiowy publicznego nadawcy fińskiego Yleisradio, mutowany w poszczególnych częściach kraju. Program przygotowywany jest przez 20 rozgłośni regionalnych. Jest najpopularniejszym programem w Finlandii a jego słuchalność wynosi 38 proc.

## Format
Radio nadaje wiadomości centralne i lokalne, programy lokalne, fińską i zagraniczną muzykę popularną (pop i oldies) i sport. Nadaje morską prognozę pogody dla statków i rybaków.

## Nagrody i wyróżnienia
- W 2010 Fiński Związek Leśników wyróżnił Radio Suomi za działanie na rzecz ochrony fińskich lasów[4].